# Lli Freixa i Ortega
Lli Freixa i Ortega (Reus, 1839 - Barcelona, 1901) va ser un sacerdot català.
Estudià als seminaris de Tarragona i Barcelona. L'any 1871, va ser vicari de la Prioral de Sant Pere de Reus. El 1875, va exercir de confessor de les religioses de la Visitació a Barcelona i, el 1877, va ser professor de psicologia i lògica al Seminari de Barcelona. Poc després, l'any 1881, va ser delegat especial per als assumptes d'Andorra i el van nomenar secretari de cambra i govern del bisbat d'Urgell i delegat permanent per al Principat d'Andorra. Un any després, el 1882, va ser canonge a la Seu urgellenca i el bisbe Casañas el va nomenar el seu secretari particular. El 1883, va ser promocionat a cambrer secret del papa Lleó XIII i nomenat rector del Seminari Tridentí de l'Urgell. Va ocupar diferents càrrecs eclesiàstics: arxipreste de la catedral de la Seu, Visitador general de les Religioses de la Sagrada Família… però la mort va estroncar la seva carrera, ja que era el candidat principal a succeir el bisbe Casañas, promogut a cardenal. El Butlletí del Bisbat d'Urgell (del gener de 1901) publicà una llarga necrologia del sacerdot català